# Святловский, Викентий Францевич
Вике́нтий Фра́нцевич Святло́вский (Светло́вский) (1791 или 1796 — 1842) — русский военный педагог, директор Петровского Полтавского кадетского корпус (1840—1842), генерал-майор (1840). Католик.

## Биография
Происходил из дворян Святловских Бердичевского уезда Киевской губернии. Источники годом рождения называют как 1791-й, так и 1796-й годы.
До 1814 года воспитывался во Втором кадетском корпусе, из которого был выпущен в артиллерию в чине прапорщика. В 1818 году прикомандирован к Дворянскому полку. В 1818—1819 гг. — офицер кадетского корпуса, в 1821—1822 гг. — штабс-капитан Дворянского полка; позже служил на инспекторской должности.
С 1829 года в чине подполковника был назначен батальонным командиром в Московский кадетский корпус. В истории московского кадетского корпуса имеется характеристика на В. Ф. Святловского, в которой указано: 

Приносил делу воспитания кадет существенную пользу своей педагогической опытностью и близким знакомством с нравами кадет, у которых пользовался заслуженным расположением
Вместе с производством 14 апреля 1840 года в генерал-майоры он был назначен директором Петровского Полтавского кадетского корпуса.
Будучи директором кадетских корпусов он придерживался новых для того времени гуманных воспитательных взглядов.
Умер 18 (30) ноября 1842 года в Полтаве от горловой чахотки. Похоронен на старом Полтавском кладбище.

## Семья
Жена — Александра Семеновна (22.02.1796 — 2.07.1849). Их сын — Владимир (1825—1891), генерал-майор.